# گکوی پیلبارایی سیاه
گکوی پیلبارایی سیاه (نام علمی: Heteronotia atra) نام یک گونه از سرده گکوهای خارشی است.